# Master of Science (France)
Ne doit pas être confondu avec Diplôme national de master ou Master of Science.
Le master of science (MSc) est en France un diplôme d'établissement membre de la CGE. Le Master of Science est une formation spécialisée, orientée plutôt vers la recherche, les méthodes scientifiques dans un métier, un domaine ou un secteur d'activité précis ; il s'agit d'un diplôme d'établissement délivré en France hors du système universitaire par des établissements accréditées par la Conférence des grandes écoles (CGE).

## Reconnaissance
Contrairement aux diplômes nationaux, comme le diplôme national de master, qui sont délivrés au nom du Ministère de l'Enseignement supérieur et de la Recherche et qui confère le grade du même nom, ce diplôme est certifié par une association, la conférence des grandes écoles (CGE), qui regroupe la majorité des écoles d'ingénieurs et de commerce françaises. Elles peuvent également délivrer un titre à finalité professionnelle reconnu par l'État et enregistré au RNCP de niveau 7. Mis en place en 2002, il atteste que la formation se conforme à différents critères variables selon les écoles concernées. En 2019, il existe 219 MSc labellisés par la CGE.
D'après le règlement d’organisation des programmes de formation accrédités par la Conférence des grandes écoles, « " Le MSc … de l’École … " est un programme accrédité par la Conférence des Grandes Écoles qui atteste, vis-à-vis des critères établis, de la qualité d’un processus complet de formation destiné au référentiel international et enseigné principalement en langue anglaise ». Sont recevables les candidatures d’étudiants titulaires d’un des diplômes suivants :
- diplôme de maîtrise ou équivalent (M1, 240 crédits ECTS),
- diplôme étranger, notamment baccalauréat du système anglo-saxon (bachelor's degree en anglais).

Les diplômes recevables sont laissés à l’appréciation des directeurs d’établissements. La formation doit être sanctionnée par un diplôme d’école respectant la réglementation applicable à l’établissement qui a reçu l’accréditation et faisant sans ambiguïté référence au label MSc de la Conférence des grandes écoles. Si ces formations ont atteint leur objectif d'attractivité, elles ont cependant engendré une confusion au niveau national entre les trois types de diplômes traditionnellement délivrés par les écoles de commerce : le « Master in Management » (MIM), le « Mastère spécialisé » (MS) et le « Master of Science » (MSc). Ces diplômes sont, en France, des diplômes d'établissement qui ne bénéficient d'aucune reconnaissance officielle. Il ne faut pas les confondre avec le diplôme national de master délivré et accrédité par le Ministère chargé de l'enseignement supérieur et qui confère le grade du même nom.

## Enseignements
Le « Master of Science » (MSc.), importé récemment du système anglo-saxon, est une formation académique et scientifique dans un domaine ou une discipline précise. Dans le monde anglo-saxon, le master of science est une formation académique où prédominent les enseignements théoriques et conceptuels ainsi que l'apprentissage des méthodes scientifiques. C'est la porte d'entrée vers le Philosophiæ doctor (PhD), le diplôme le plus commun des doctorats anglo-saxons. L'étudiant doit réaliser un mémoire de recherche de haut niveau dans son domaine d'expertise pour valider son MSc. La mission en entreprise est quant à elle facultative (parfois inexistante dans certains pays) et ne conditionne pas l'obtention du diplôme.
Cependant, l'appellation Master of Science ne bénéficie d'aucune reconnaissance officielle en France et n'est soumis à aucun contrôle ni aucun standard. L'utilisation de l’appellation Master of Science est libre et sa valeur est alors très liée à la réputation de l'établissement qui le propose. Son importation en France a donné lieu à une grande inégalité de qualité et de contenus. Seuls les établissements membres de la CGE (plus de 200 écoles d'ingénieurs et de commerce), et dûment accrédités, peuvent délivrer ce diplôme. Celui-ci mentionne le cas échéant les écoles membres de la conférence des grandes écoles co-accréditées. Depuis le début des années 2000, on a vu apparaître en France des offres de formations intitulées « Master of Science », principalement dans les écoles de commerce et d'ingénieurs françaises. L'utilisation de ce terme anglais avait pour vocation première d'attirer les étudiants internationaux et de ne pas avoir besoin de l'accréditation du ministère de l'Enseignement supérieur et de la Recherche. Il s'agissait d'utiliser un terme connu de ce public étudiant pour lequel le système français demeure complexe et difficilement comparable.
Sa durée est au minimum de 12 mois et peut aller jusqu'à deux ans. Il permet l'acquisition de 90 crédits ECTS (minimum) ou de 120 crédits ECTS (maximum). Le choix d'un MSc en 12 mois (90 ECTS) ou en deux ans (120 ECTS) dépend du niveau d'entrée de l'étudiant. Ce dernier doit s'assurer qu'à l'issue de son MSc, il aura bien complété au minimum 300 crédits ECTS pour que son niveau soit reconnu en Europe comme à l'international.
Contrairement au diplôme national de master, il n'est pas reconnu par le ministère de l'Enseignement supérieur et de la Recherche, mais uniquement par la CGE. Il s'analyse donc comme un Diplôme universitaire, au sens de l'article L. 613-2 du Code de l'éducation. Il relève alors de la seule responsabilité des établissements qui le délivrent et ne doit pas être confondu avec le diplôme national de master mis en place à la suite de la Réforme Licence-Master-Doctorat. La CGE impose ses propres éléments structurants pour le diplôme comme un minimum de 450 heures d'enseignements théoriques dont 50% minimum délivrés en langue étrangère, un mémoire d'étude de haut niveau permettant l'acquisition de connaissances et la formation par la recherche, et 30% des crédits ECTS affectés aux enseignements doivent être contrôlés par le corps professoral permanent de l'institution. L'accent mis sur la dimension internationale et la formation par la recherche et les enseignants-chercheurs sont en cohérence avec l'esprit des MSc. anglo-saxons.

## Master of Science in Management
Le « Master of Science in Management », « Master in Management » ou « Master of Business Administration » (MBA) sont les expressions anglaises utilisées actuellement pour désigner le diplôme d'établissement traditionnel délivré par les écoles supérieures de commerce françaises, à l'issue du programme Grande École : le « diplôme d’études supérieures commerciales, administratives et financières », pouvant conférer un grade de master (bac+5). Parmi les nombreuses écoles de commerce françaises, seules 39 d'entre elles sont habilitées par le ministère de l'Enseignement supérieur et de la Recherche à délivrer ce diplôme.
Le Master in Management sanctionne l'acquisition de 300 crédits ECTS (5 ans d'études, niveau M2). C'est une formation en gestion d'entreprise dont la vocation est de former les dirigeants des diverses entreprises commerciales ou financières et les cadres supérieurs de ces entreprises ou des services administratifs et commerciaux d’entreprises industrielles.